# Iota1 Muscae
Iota1 Muscae (ι1 Muscae, ι1 Mus) é uma estrela na constelação de Musca. Tem uma magnitude aparente de 5,04, o que significa que é visível a olho nu em boas condições de visualização. Sua distância da Terra, calculada com base em medições de paralaxe, é de aproximadamente 221 anos-luz (67,6 parsecs).
Iota1 Muscae é uma estrela gigante com um tipo espectral de K0 III, em que a classe 'K0' indica que têm coloração alaranjada e temperatura efetiva de cerca de 4 900 K. Seu diâmetro angular é de 1,50 milissegundos de arco, o que corresponde a um raio de 11 vezes o raio solar. Não possui estrelas companheiras conhecidas.